# Xanthosoma acutum
Xanthosoma acutum är en kallaväxtart som beskrevs av Eduardo G. Gonçalves. Xanthosoma acutum ingår i släktet Xanthosoma och familjen kallaväxter. Inga underarter finns listade.